# Tadzjiekse voetbalbond
De Tadzjiekse voetbalbond of Tajikistan Football Federation (TFF) is de voetbalbond van Tadzjikistan.
De voetbalbond werd opgericht in 1936 als subfederatie van de Voetbalfederatie van de Sovjet-Unie. Sinds 1994 lid van de Aziatisch voetbalbond (AFC) en sinds 2015 lid van de Centraal-Aziatische voetbalbond (CAFA). In 1994 werd de bond lid van de FIFA. Het hoofdkantoor staat in Doesjanbe. De voetbalbond is verantwoordelijk voor het Tadzjieks voetbalelftal.

## President
In oktober 2021 was de president Rustam Emomali.